# Nuwadża Szamali Kabir
Nuwadża Szamali Kabir – wieś w Syrii, w muhafazie Aleppo, w dystrykcie Manbidż. W 2004 roku liczyła 281 mieszkańców.